# Жінки на банкнотах

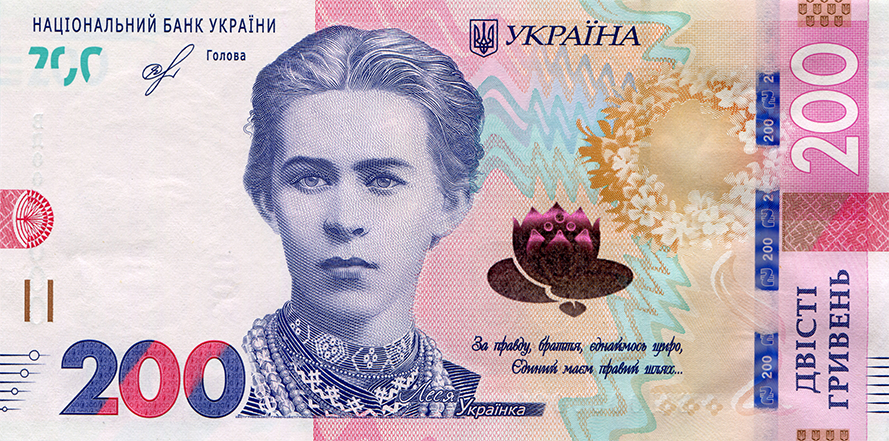
Леся Українка на купюрі в 200 гривень зразка 2020 року

Жінки зображені лише на 9 % паперових грошей (на 120 банкнот з близько 1300 існуючих). Відтак на 91 % зображені чоловіки, втім, в 15 країнах на банкнотах взагалі не зображено людей. При цьому жіночі зображення зустрічаються як на старовинних купюрах, так і на сучасних. На банкнотах багатьох країн зображені знамениті жінки.
Часто на купюрах розміщують портрети королев: зображення Єлизавети II є майже у всіх країнах Королівства Співдружності. Також зображають письменниць, активісток, політикинь і благодійниць. З 46 жінок, зображених на валютах в 48 країнах, десять письменниць і поетес[яких?] (серед них дві лауреатки Нобелівської премії) і 6 художниць. 5 є оперними співачками: Неллі Мельба (Австралія), Емма Дестінова (Чехія), Дженні Лінд і Біргіт Нільссон (Швеція), Кірстен Флагстад (Норвегія).
Часто розміщують на банкнотах портрети жінок Велика Британія, балтійські країни, Польща.
Лідеркою з рівності на валютних зображеннях є Австралія: видатні жінки представлені на 4 із 5 австралійських банкнот в обігу, на аверсі чи реверсі багатьох з них поряд з чоловіками. За словами представника Резервного банку, "банк відчував, що жінки мають бути належним чином репрезентовані". Подібним є розподіл у Гвінеї: майже кожна друга купюра гвінейського франка містить жіночий портрет (проте це безіменні жінки та дівчата в національному одязі). На дрібних польських злотих часто зображали селянок та робітниць, на більших Емілію Плятер та Марію Склодовську-Кюрі.
Міністерство фінансів США оголосило, що Гаррієт Табмен, національна борчиня з рабством та реформаторка, замінить Ендрю Джексона, власника 300 рабів, на банкноті в $20. Табмен стане третьою жінкою на американських банкнотах і першою темношкірою людиною на американській валюті за всю історію її існування.

## Жінки на валютних банкнотах
| Жінка | Зображення                          | Країна                                | Валюта                         | Номінал                                                               | Роки друку                                  |
| --- | ----------------------------------- | ------------------------------------- | ------------------------------ | --------------------------------------------------------------------- | ------------------------------------------- |
| Єлизавета II, королева Англії |                                     | Велика Британія, країни Співдружності | Фунт стерлінгів, аверс         | 1, 2, 3, 4, 5, 6, 7, 8, 9, 10, 11, 12, 13, 14, 15, 16, 17, 18, 19, 50 | Частина в обігу                             |
| Єлизавета II, королева Англії | 5 австралійських доларів, 2016      | Австралія                             | Австралійський долар, аверс    | 1; 5                                                                  | 1966―1983, 1992, 1995                       |
| Керолайн Чисголм, гуманістка, підтримувала жіночий та сімейний добробут іммігрантів в Австралії, католицька свята                    |                                     | Австралія                             | Австралійський долар, реверс   | 5                                                                     | 1967―1992                                   |
| Кетрін Гелен Спенз, письменниця, освітянка, журналістка, політична діячка, лідерка суфражистського руху                              |                                     | Австралія                             | Австралійський долар, реверс   | 5                                                                     | 2001                                        |
| Мері Ґілмор, поетеса, редакторка та громадська активістка                                                                            | 10 австралійських доларів, 1993     | Австралія                             | Австралійський долар, реверс   | 10                                                                    | 1993, в обігу                               |
| Мері Рейбі, комерсантка, судновласниця і підприємиця, привезена до Австралії як каторжниця, символ успішної бізнесвумен              | 20 австралійських доларів, 1994     | Австралія                             | Австралійський долар, аверс    | 20                                                                    | 1994, в обігу                               |
| Едіт Ковен, соціальна реформаторка, захисниця прав жінок та дітей, перша жінка у парламенті Австралії                                | 50 австралійських доларів, 2018     | Австралія                             | Австралійський долар, реверс   | 50                                                                    | 1995, 2018, в обігу                         |
| Неллі Мелба, оперна співачка | 100 австралійських доларів, 2020    | Австралія                             | Австралійський долар, аверс    | 100                                                                   | 2020, в обігу                               |
| Елізабет Фрай, феміністка, реформаторка тюремної системи Англії (утримання жінок та їх дітей)                                        | 5 фунтів стерлінгів, 2002           | Велика Британія                       | Фунт стерлінгів, реверс        | 5                                                                     | 2002, вилучена 2017                         |
| Джейн Остін, письменниця | 10 фунтів стерлінгів, 2017          | Велика Британія                       | Фунт стерлінгів, реверс        | 10                                                                    | 2017, в обігу                               |
| Марта Вашингтон, перша леді США |                                     | США                                   | Долар США (срібний сертифікат) | 1                                                                     | 1891―1896                                   |
| Покахонтас, індіанська принцеса |                                     | США                                   | Долар США                      | 20                                                                    | 1865―1869                                   |
| Бірґіт Нільссон, оперна співачка | 500 шведських крон, 2016            | Швеція                                | Шведська крона, аверс          | 500                                                                   | 2016, в обігу                               |
| Грета Гарбо, кіноакторка | 100 шведських крон, 2016            | Швеція                                | Шведська крона, аверс          | 100                                                                   | 2016, в обігу                               |
| Астрід Ліндґрен, дитяча письменниця, та її персонажка Пеппі Довгапанчоха                                                             | 20 шведських крон, 2015             | Швеція                                | Шведська крона, аверс          | 20                                                                    | 2015, в обігу                               |
| Софі Тойбер-Арп, художниця, скульпторка, архітекторка, ілюстраторка, танцівниця                                                      |                                     | Швейцарія                             | Швейцарський франк, аверс      | 50                                                                    | 1994, 2002, 2004, 2006, 2010, 2012, в обігу |
| Тамара Велика, цариця Грузії |                                     | Грузія                                | Грузинський ларі               | 50                                                                    | В обігу                                     |
| Леся Українка, письменниця, перекладачка, фольклористка, громадська діячка, феміністка, ЛГБТ-ікона                                   |                                     | Україна                               | Гривня, аверс                  | 200                                                                   | 2001, 2007, 2020, в обігу                   |
| Сін Саімдан, художниця, письменниця, каліграфка та поетеса                                                                           |                                     | Південна Корея                        | Південнокорейська вона, аверс  | 50 000                                                                | 2009                                        |
| Фатма Топуз, письменниця-романістка, колумністка, есеїстка, феміністка. Перша жінка-романістка в Ісламському світі                   |                                     | Туреччина                             | Турецька ліра, реверс          | 50                                                                    | 2009, в обігу                               |
| Мати з дитиною (скульптура Ferenc Medgyessy)                                                                                         |                                     | Угорщина                              | Угорський форинт               | 1000                                                                  | 1983, 1992                                  |
| Емілія Плятер, національна героїня Польщі, Латвії та Білорусі, революціонерка, військовичка, фольклористка                           |                                     | Польща                                | Злотий, аверс                  | 20                                                                    | 1936, 1940                                  |
| Марія Склодовська-Кюрі, фізик, хімік, викладачка та громадська діячка, першовідкривачка радію, єдина дворазова нобелівська лавреатка | 20 000 злотих                       | Польща                                | Злотий, аверс                  | 20 000                                                                | 1989                                        |
| Марія Склодовська-Кюрі, фізик, хімік, викладачка та громадська діячка, першовідкривачка радію, єдина дворазова нобелівська лавреатка | 20 злотих, 2011                     | Польща                                | Злотий, аверс                  | 20                                                                    | 2011                                        |
| Дубравка Чеська, принцеса, відіграла значну роль у наверненні язичницької Польщі до християнства                                     | 20 злотих, 2015                     | Польща                                | Злотий, аверс                  | 20                                                                    | 2015                                        |
| Дубравка Чеська, принцеса, відіграла значну роль у наверненні язичницької Польщі до християнства                                     |                                     | Польща                                | Злотий, аверс                  | 2                                                                     | 1936                                        |
| Жінка в національному польському вбранні                                                                                             |                                     | Польща                                | Злотий, аверс                  | 20                                                                    | 1939                                        |
| Жінка в національному польському вбранні                                                                                             |                                     | Польща                                | Злотий, аверс                  | 5                                                                     | 1930, 1940                                  |
| Польська селянка |                                     | Польща                                | Злотий, аверс                  | 2                                                                     | 1940                                        |
| Алегорія Латвії над фермерською родиною                                                                                              |                                     | Латвія                                | Латвійський лат, реверс        | 100                                                                   | 1939                                        |
| Робітниця і селянка |                                     | Латвія                                | Латвійський лат, реверс        | 100                                                                   | 1923                                        |
| Жінка в національному латвійському костюмі з колосками пшениці                                                                       |                                     | Латвія                                | Латвійський лат, реверс        | 10                                                                    | 1933, 1934, 1935                            |
| Дівчина в національному латвійському вбранні                                                                                         |                                     | Латвія                                | Латвійський лат, аверс         | 500                                                                   | 1992, 2008                                  |
| Жінка (дівчина) у гвінейському народному вбранні                                                                                     |                                     | Гвінея                                | Гвінейський франк              | 20 000                                                                |                                             |
| Жінка (дівчина) у гвінейському народному вбранні                                                                                     |                                     | Гвінея                                | Гвінейський франк              | 5000                                                                  | 1985, 1998, 2006, 2015                      |
| Жінка (дівчина) у гвінейському народному вбранні                                                                                     | 5000 гвінейських франків, 2005-2021 | Гвінея                                | Гвінейський франк              | 5000                                                                  | 2005―2021                                   |
| Жінка (дівчина) у гвінейському народному вбранні                                                                                     |                                     | Гвінея                                | Гвінейський франк              | 1000                                                                  | 1985, 1998, 2006, 2015, 2017                |
| Жінка (дівчина) у гвінейському народному вбранні                                                                                     | 500 гвінейських франків, 1985       | Гвінея                                | Гвінейський франк              | 500                                                                   | 1985, 1998, 2006, 2012; 2015                |
| Жінка (дівчина) у гвінейському народному вбранні                                                                                     |                                     | Гвінея                                | Гвінейський франк              | 100                                                                   | - 1985, 1998, 2012, 2015                    |

- Британія. Перший образ жінки на паперовому грошовому знаку з'явився в XIX столітті. Кілька років тому[коли?] було прийнято рішення про зміну зображення Ч. Дарвіна на купюрі номіналом 10 фунтів стерлінгів.
- В СРСР радянські художники не раз робили спроби зобразити на грошових знаках трудівницю, проте жоден з розроблених варіантів не було зреалізовано. У 1947 році випускалися грошові знаки в паперовому вигляді з номіналом 100 рублів, на яких зображувалася імператриця Катерина II. Саме вона ввела в обіг Росії паперові гроші. Купюра в народі отримала назву "Катруся".
- Балтійські країни. В Естонії й Литві стало актуальним випускати паперові гроші із зображенням письменниць і поетес.
- Австралія. Купюри країни характеризується переважанням банкнот із зображенням жінок на лицьовій стороні кожної купюри. Це депутатки, підприємиці, реформаторки.
- Швеція є однією із лідерок за представленням жінок на грошах. Наприклад, на 50 кронах зображена одна з головних оперних дів країни[хто саме?], на 20 кронах ― перша жінка, що стала Нобелівською лауреаткою з літератури Сельма Лагерлеф.
- Південна Корея. Банкнота номіналом 50 тисяч, прикрашена каліграфісткою, письменницею і поетесою Сін Саімдан.
- Ізраїль. Планується зобразити на грошах відомих письменниць. На 20 шекелів буде поетеса Рахель, а на 100 шекелях - Леї Гольдберг.
- Непал. Ама-Даблам зображено на деяких банкнотах непальської рупії. «Ама» — означає мати чи бабуся, а «даблам» — особлива підвіска, в якій старі жінки-шерпа носять дорогоцінності.
- Мальта. Мальтійська ліра. На лицьовій стороні усіх банкнот останньої серії перед заміною на євро зображена жінка, що тримає[кого?].
- Бразилія. Фігура Республіки на урядових будівлях по всій Бразилії, вигравіювана на бразильських реалах й надрукована на банкнотах. Спочатку Фігура республіки використовувалася як прореспубліканське[що?].
- Угорщина. З 1918 по 8 лютого 1919 року випускалися однобічні банкноти Австро-Угорського банку у 200 крон.

## Жінки на монетах та інших грошових знаках

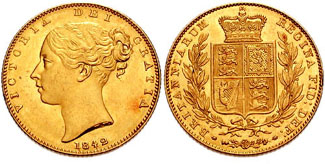
Королева Вікторія, соверен, 1842
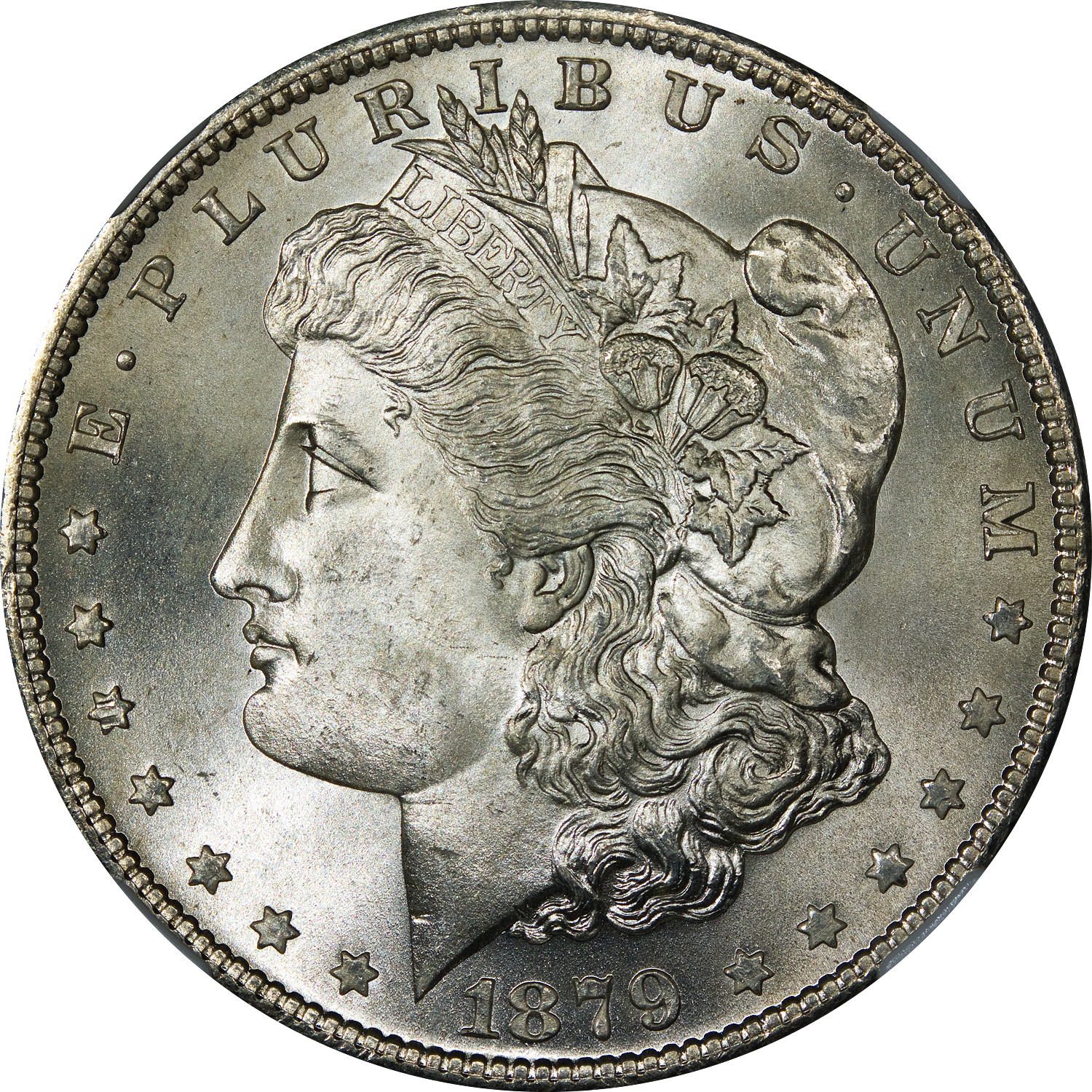
Свобода, долар США, 1879
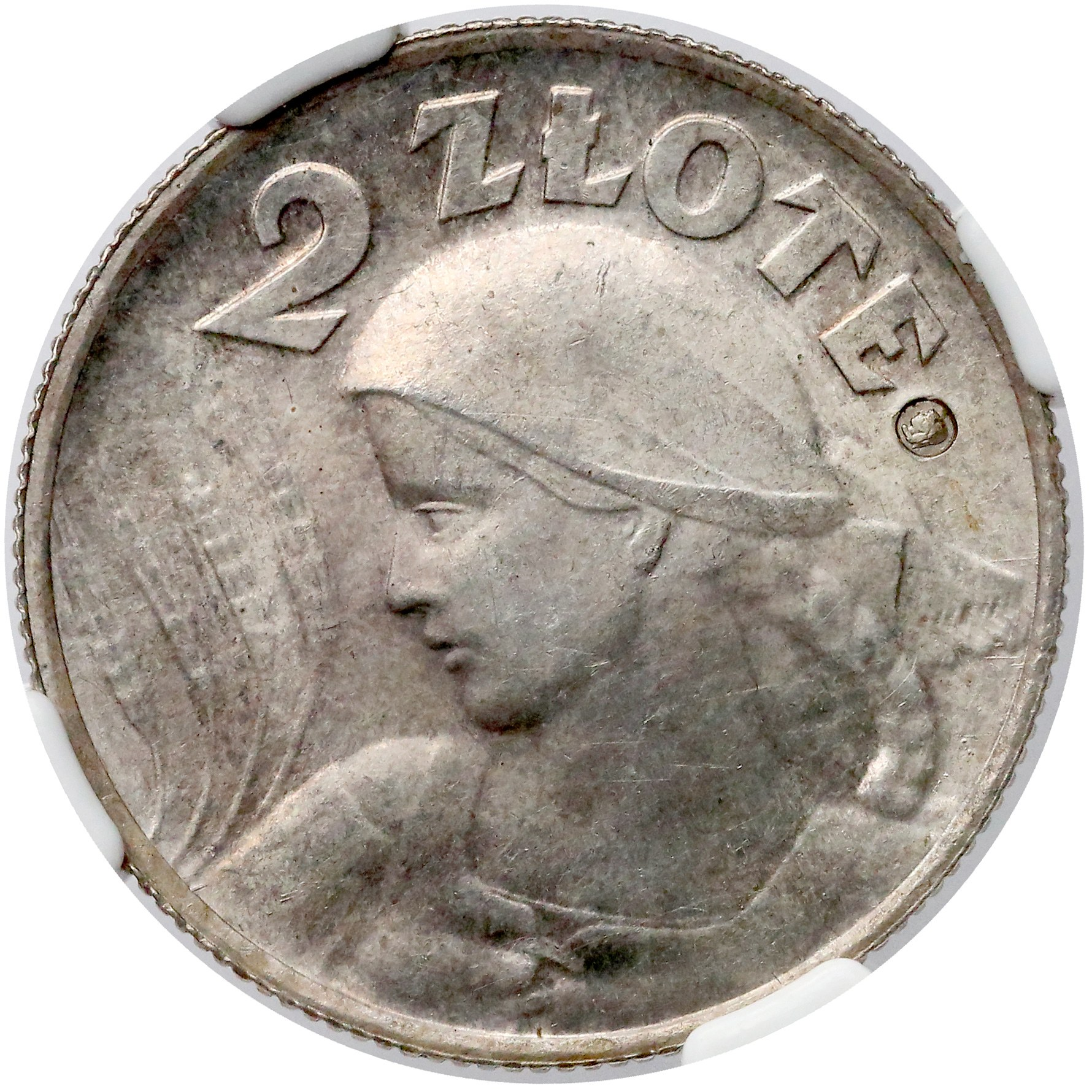
Жінка в колосках, 2 злотих, 1924
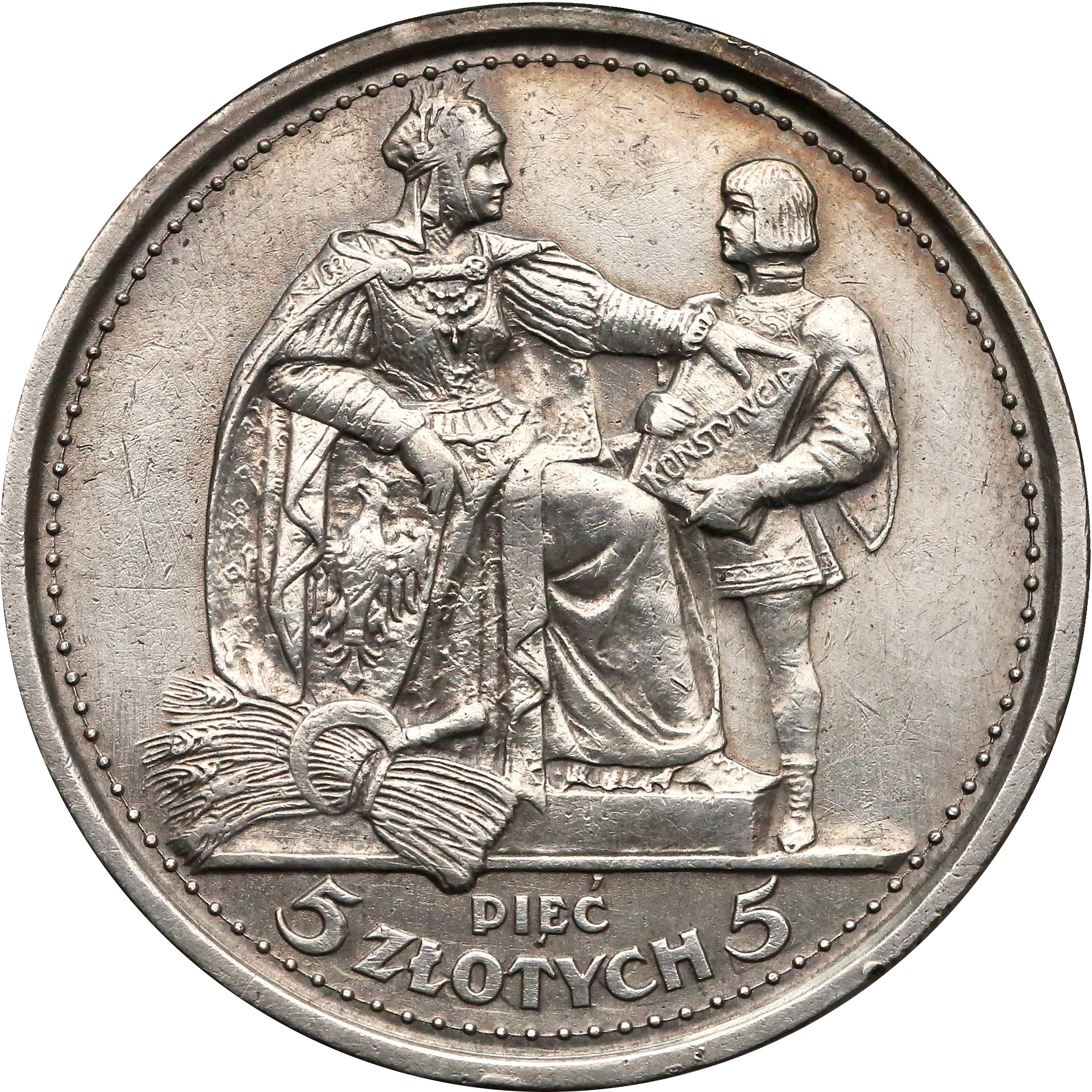
Конституція, 5 злотих, 1925
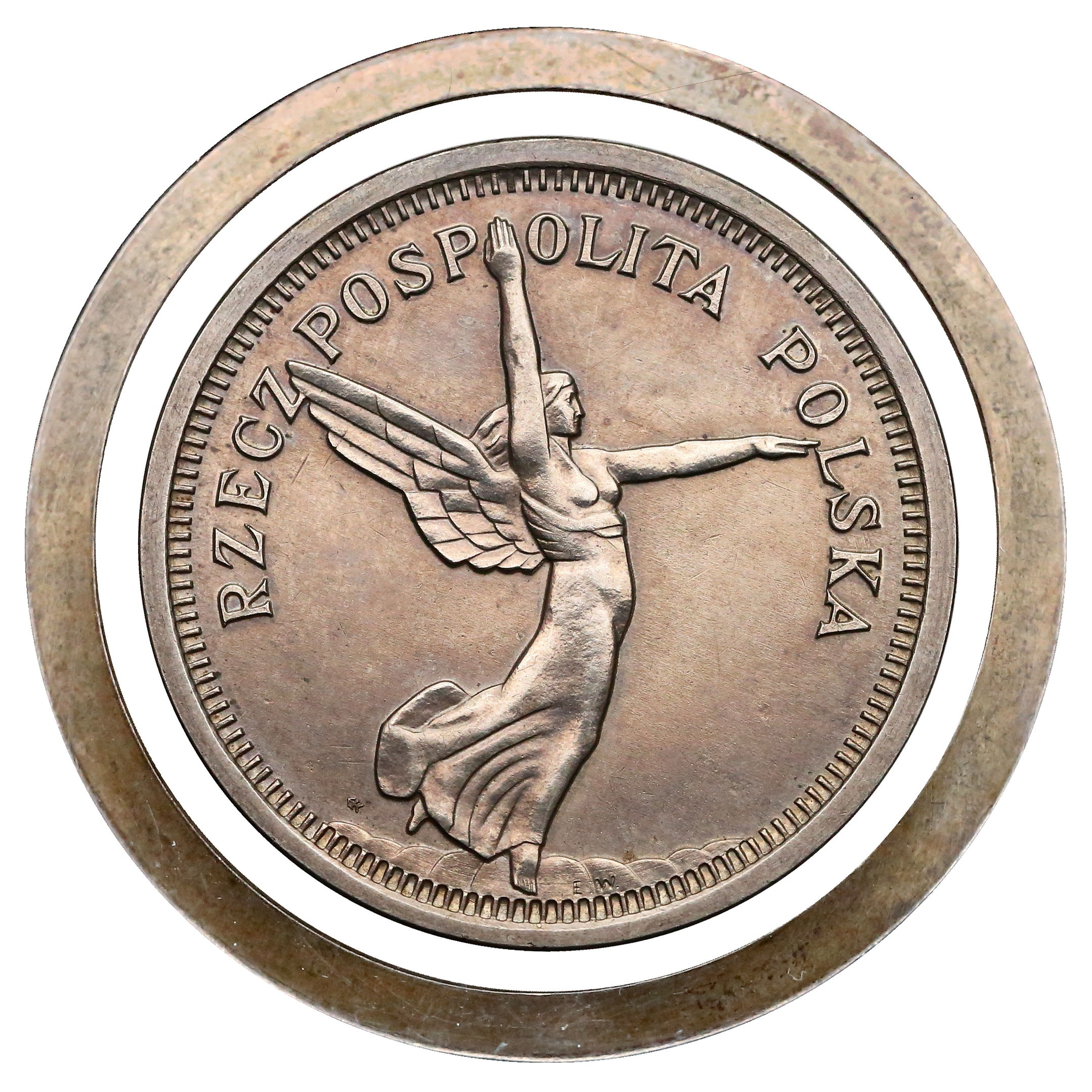
Богиня Ніка, 5 злотих, 1928
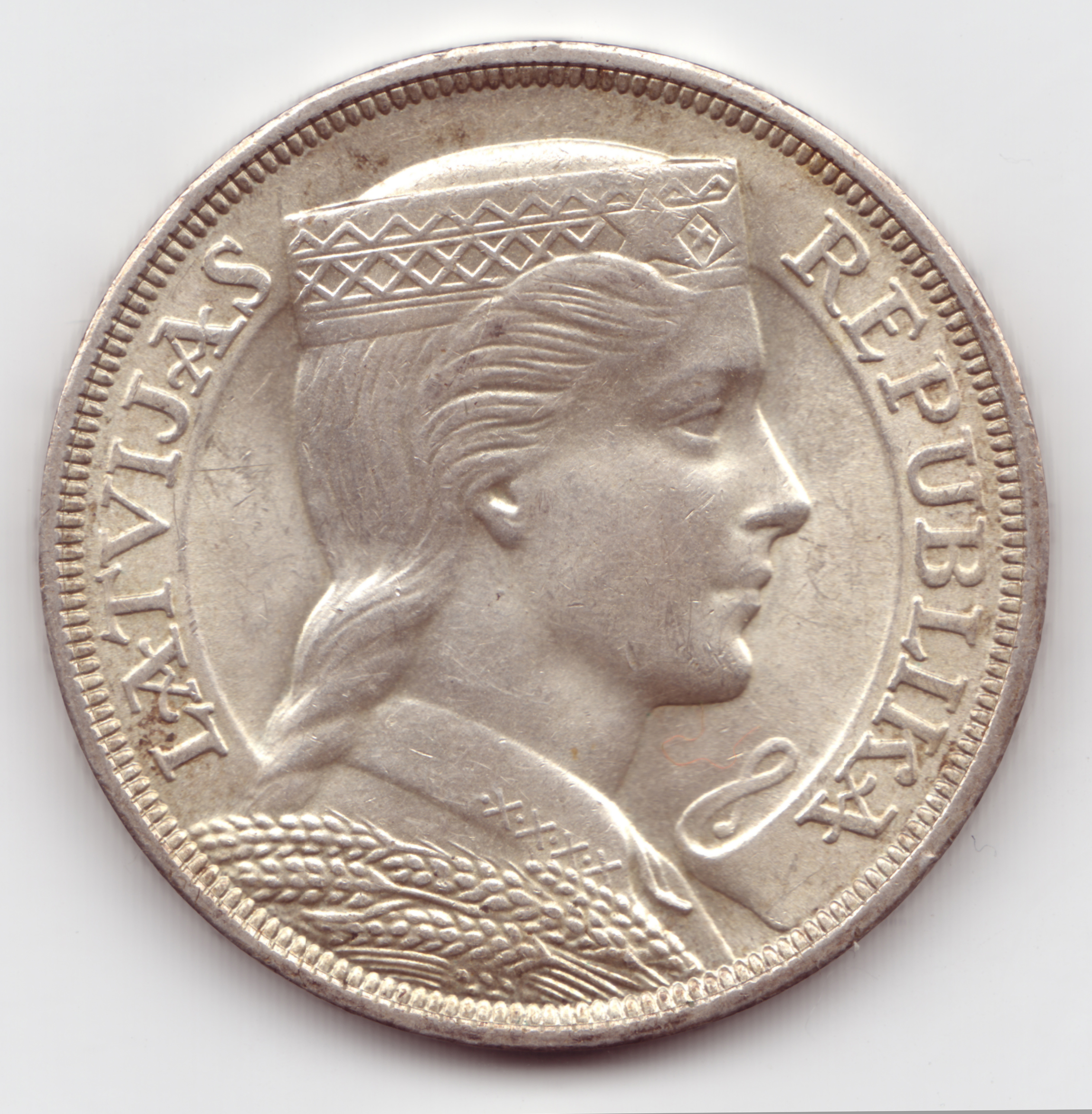
Латвійка в народному костюмі, 5 латів, 1931
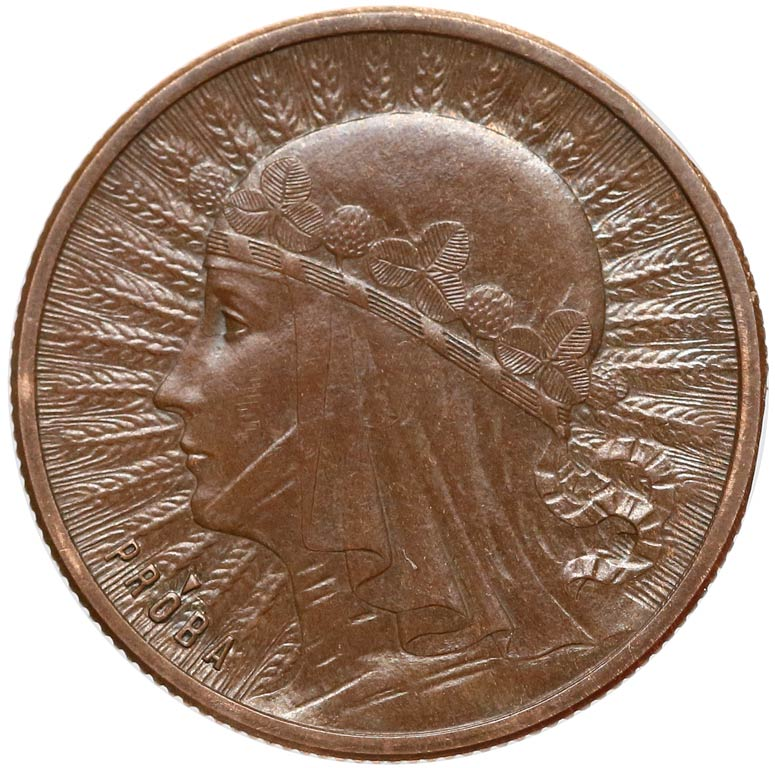
Ядвіга Анжуйська, 2 злотих, 1933
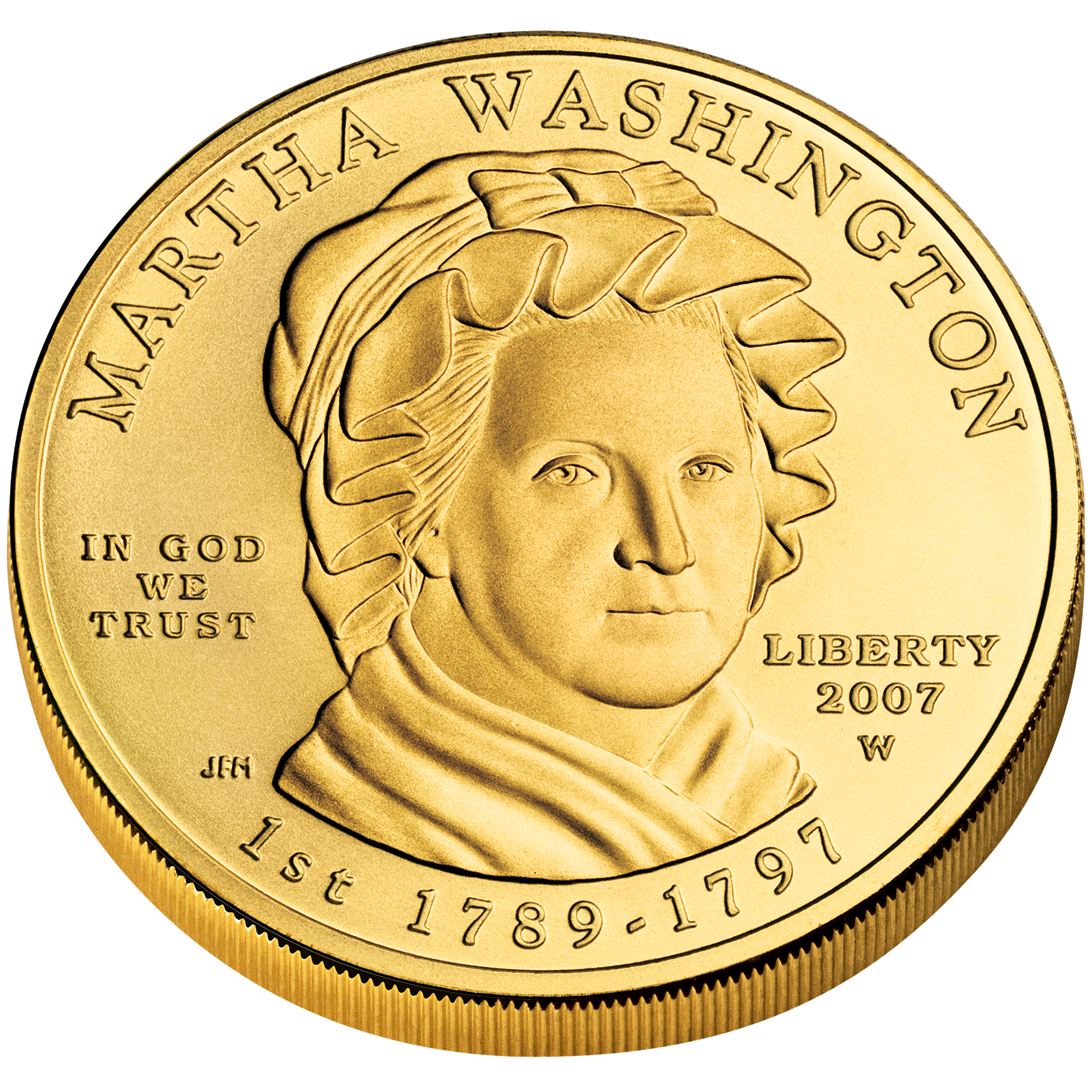
Марта Вашингтон, золота монета в 10 доларів США
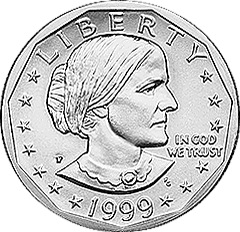
Сьюзен Ентоні, долар США, 1999